# Quedius
Quedius is een geslacht van kortschildkevers (Staphylinidae) en behoort tot de subfamilie van de Staphylininae. De wetenschappelijke naam is voor het eerst geldig gepubliceerd in 1829 door James Francis Stephens.
Quedius is een omvangrijk geslacht met ongeveer 800 soorten. Het geslacht komt voor in alle zoögeografische gebieden van de wereld, maar vooral in het noordelijke halfrond; in het Palearctisch gebied zijn ongeveer 500 soorten gekend. Ze leven vooral in plantaardig afval op de bodem van bossen, onder bladerafval of stenen, onder de bast van oude bomen enz. Sommige soorten leven ondergronds.
In Nederland komt een veertigtal soorten voor:
- Quedius auricomus
- Quedius balticus
- Quedius boopoides
- Quedius boops
- Quedius brevicornis
- Quedius brevis
- Quedius cinctus
- Quedius cruentus
- Quedius curtipennis
- Quedius dilatatus
- Quedius fulgidus
- Quedius fuliginosus
- Quedius fulvicollis
- Quedius fumatus
- Quedius humeralis
- Quedius infuscatus
- Quedius invreae
- Quedius lateralis
- Quedius levicollis
- Quedius longicornis
- Quedius lucidulus
- Quedius maurorufus
- Quedius maurus
- Quedius mesomelinus
- Quedius molochinus
- Quedius nigriceps
- Quedius nigrocaeruleus
- Quedius nitipennis
- Quedius ochripennis
- Quedius persimilis
- Quedius picipes
- Quedius puncticollis
- Quedius schatzmayri
- Quedius scintillans
- Quedius scitus
- Quedius semiaeneus
- Quedius semiobscurus
- Quedius simplicifrons
- Quedius suturalis
- Quedius truncicola
- Quedius umbrinus
- Quedius xanthopus